# Augustin Dujardin
Pour les articles homonymes, voir Dujardin.
Augustin Dujardin, né le 10 mai 1896 à Montigny-en-Gohelle et mort le 31 juillet 1980 à Amiens, est un homme politique français.

## Détail des fonctions et des mandats
Mandat parlementaire
- 8 décembre 1946 - 7 novembre 1948 : Sénateur de la Somme